# ჳ
Vie (asomtavruli Ⴣ, nuskuri ⴣ, mkhedruli ჳ, mtavruli Ჳ) là chữ cái thứ 22 trong bảng chữ cái Gruzia.
Trong hệ thống chữ số Gruzia, ჳ có giá trị 400. Hiện tại ჳ không còn được sử dụng trong tiếng Gruzia

## Chữ cái
| asomtavruli | nuskuri | mkhedruli |
| ----------- | ------- | --------- |
|             |         |           |

## Mã hóa máy tính
| asomtavruli | nuskuri | mkhedruli |
| ----------- | ------- | --------- |
| U+10C3      | U+2D23  | U+10F3    |